# Rossano Brazzi
Rossano Brazzi, född 18 september 1916 i Bologna, Italien, död 24 december 1994 i Rom, Italien, var en italiensk skådespelare.
Den unge Rossano hade planer på att bli advokat och studerade vid San Marco-universitetet i Florens, men sedan hans föräldrar blivit dödade av fascisterna hoppade han av studierna. Istället beslöt han sig för att satsa på en karriär som skådespelare.
Han gjorde filmdebut 1939 och blev snabbt en av de ledande, romantiska stjärnorna i italiensk film. Hans första Hollywoodfilm var Unga kvinnor 1949, men först 1954 blev han en etablerad internationell stjärna genom filmen Barfotagrevinnan.
Efter att ha spelat urtypen för den latinske, aristokratiske älskaren under många år, återvände han i slutet på 60-talet till Italien, där han koncentrerade sig på karaktärsroller.

## Filmografi (urval)
- Ritorno (1939)
- Il Re si diverte (1941)
- Malia (1945)
- Unga kvinnor (1949)
- Tre flickor i Rom (1954)
- Barfotagrevinnan (1954)
- Sommarens dårskap (1955)
- Sista ackordet (1957)
- Under Saharas sol (1957)
- Fallet Esther (1957)
- South Pacific (1958)
- Dark Purpose (1964)
- Battle of the Villa Fiorita (1965)
- Il Tempo degli Assassini (1976)
- We the Living (1986)